# مهدی مهدی‌پور
مهدی مهدی‌پور (زادهٔ ۲۹ بهمن ۱۳۷۲ در اصفهان) بازیکن فوتبال اهل ایران است که در پست هافبک میانی برای باشگاه آلومینیوم اراک در لیگ برتر خلیج فارس بازی می‌کند.

## عملکرد باشگاهی

### فوتبال پایه
او فوتبال خود را از رده های پایه باشگاه سپاهان آغاز کرد و پس از آن در آکادمی ذوب‌آهن و سپس باشگاه راه‌آهن بازی کرد.

### ذوب آهن
مهدی مهدی‌پور در سن ۲۰ سالگی با حضور در تمرینات ذوب‌آهن و کسب رضایت کادرفنی وقت ذوب‌آهن در  ۷ دی ۱۳۹۳ با امضای قراردادی به این تیم پیوست و طی چهار فصل حضور در این تیم زیر نظر مربیانی همچون یحیی گل محمدی و امیر قلعه نویی کار کرد.

### تراکتور
وی در پنجره زمستانی لیگ برتر ۹۸–۱۳۹۷ به همراه دانیال اسماعیلی فر و احسان پهلوان برای انجام خدمت سربازی به تیم تراکتور پیوستند. و پس از یک فصل حضور در تیم این تیم به ذوب‌آهن بازگشت.

### استقلال
مهدی مهدی‌پور در ۲۰ مهر ۱۳۹۹ به استقلال پیوست و پیراهن شماره ۹ استقلال را بر تن کرد.

#### فصل ۰۱–۱۴۰۰
مهدی مهدی‌پور که این فصل دومین فصل حضورش در استقلال بود توانسته بود با سرمربیگری فرهاد مجیدی ثبات نسبی در ترکیب استقلال پیدا کند و در هفته دوازدهم لیگ برتر ۰۱–۱۴۰۰ با یک سوپر گل به فولاد و مجموعا ثبت ۷ پاس گل در این فصل نقش بسزایی در قهرمانی بدون باخت استقلال در لیگ بیست و یکم داشته باشد.

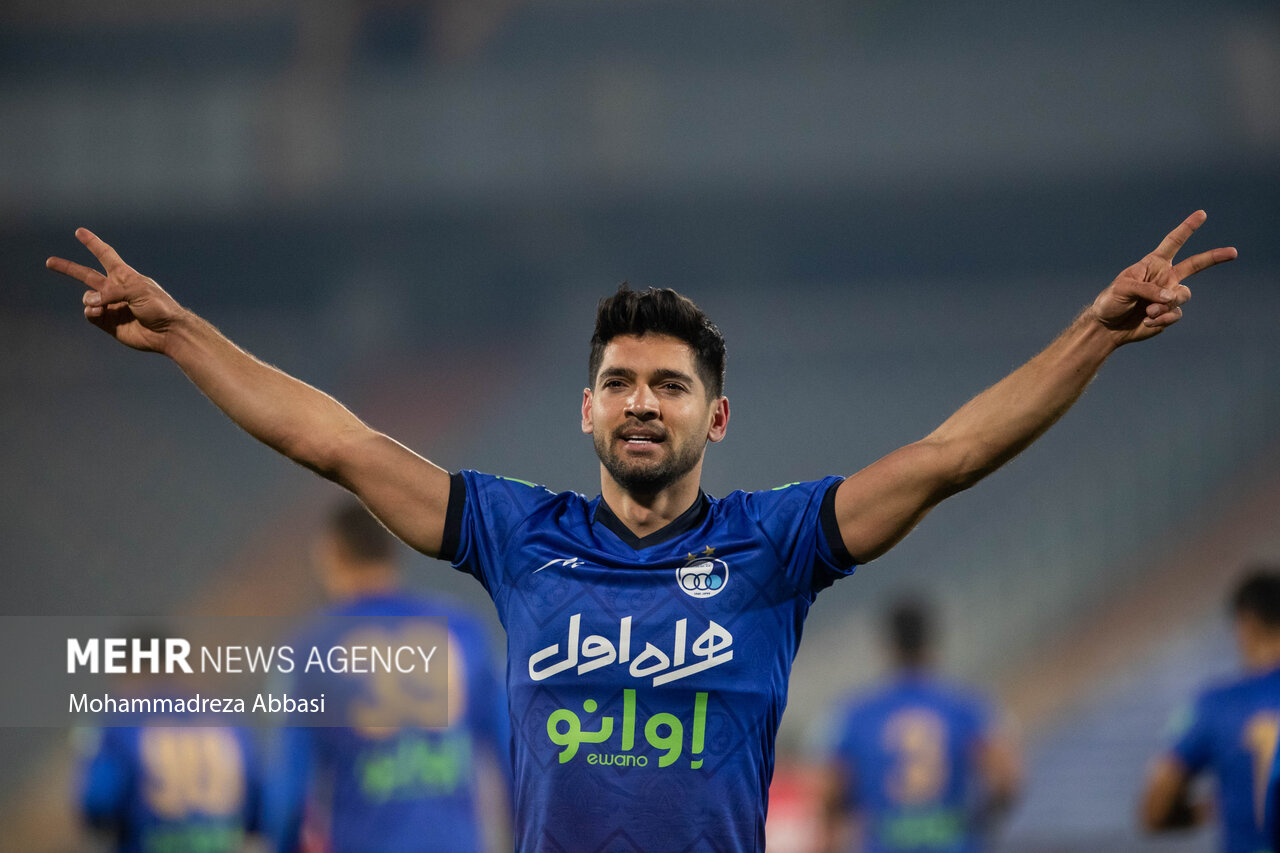
مهدی مهدیپور پس از گلزنی به فولاد

#### فصل ۱۴۰۲–۱۴۰۱
وی در ابتدای این فصل قرارداد خود را با استقلال بمدت دو فصل دیگر تمدید کرد و در این فصل تحت هدایت ریکاردو ساپینتو نتوانست انتظارات هواداران استقلال را به علت مصدومیت های مداوم برآورده کند و فقط توانست در هفته دوم لیگ برتر ۰۲–۱۴۰۱ در مصاف استقلال و ملوان گلزنی کند و در مجموع این فصل دو پاس گل بدهد.

#### فصل ۱۴۰۳–۱۴۰۲

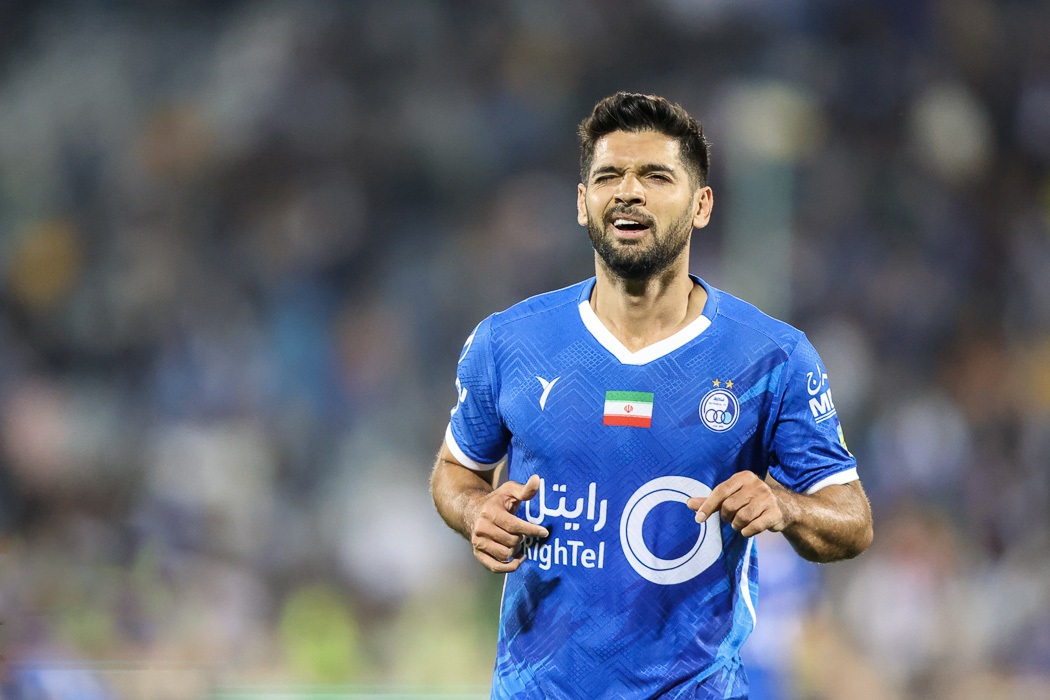
مهدی مهدی‌پور با باشگاه فوتبال استقلال در فصل ۰۳–۱۴۰۲

در این فصل کادرفنی استقلال تغییر یافت و جواد نکونام به عنوان سرمربی استقلال معرفی شد و مهدی مهدی‌پور توانست زیرنظر جواد نکونام به روزهای اوج خودش بازگردد. وی در لیگ برتر ۰۳–۱۴۰۲ توانست ۴ پاس گل بدهد و در هفته شانزدهم لیگ برتر در مصاف با صنعت نفت آبادان یک سوپرگل بزند.
مهدی مهدی‌پور در هفته بیست و دوم لیگ برتر در بازی مقابل مس رفسنجان دچار مصدومیت پارگی رباط صلیبی شد و فصل را به طور قطع از دست داد.

## آمار باشگاهی
تا تاریخ ۲۵ اردیبهشت ۱۴۰۴
| عملکرد باشگاهی | عملکرد باشگاهی | عملکرد باشگاهی | لیگ      | لیگ      | جام      | جام      | قاره‌ای | قاره‌ای | سایر     | سایر     | مجموع | مجموع |
| باشگاه         | لیگ            | فصل            | بازی     | گل       | بازی     | گل       | بازی   | گل     | بازی     | گل       | بازی  | گل    |
| —              | —              | —              | لیگ برتر | لیگ برتر | جام حذفی | جام حذفی | آسیا   | آسیا   | سوپر جام | سوپر جام | مجموع | مجموع |
| -------------- | -------------- | -------------- | -------- | -------- | -------- | -------- | ------ | ------ | -------- | -------- | ----- | ----- |
| راه‌آهن         | لیگ برتر       | ۲۰۱۳–۲۰۱۴      | ۶        | ۰        | ۱        | ۰        | –      | –      | –        | –        | ۷     | ۰     |
| مجموع راه‌آهن   | مجموع راه‌آهن   | مجموع راه‌آهن   | ۶        | ۰        | ۱        | ۰        | –      | –      | –        | –        | ۷     | ۰     |
| ذوب‌آهن         | لیگ برتر       | ۲۰۱۴–۲۰۱۵      | ۸        | ۰        | ۱        | ۰        | –      | –      | –        | –        | ۹     | ۰     |
| ذوب‌آهن         | لیگ برتر       | ۲۰۱۵–۲۰۱۶      | ۲۵       | ۲        | ۵        | ۱        | ۸      | ۰      | –        | –        | ۳۸    | ۳     |
| ذوب‌آهن         | لیگ برتر       | ۲۰۱۶–۲۰۱۷      | ۲۹       | ۰        | ۵        | ۰        | ۶      | ۰      | ۱        | ۲        | ۴۱    | ۲     |
| ذوب‌آهن         | لیگ برتر       | ۲۰۱۷–۲۰۱۸      | ۱۰       | ۰        | ۱        | ۰        | –      | –      | –        | –        | ۱۱    | ۰     |
| ذوب‌آهن         | لیگ برتر       | ۲۰۱۹–۲۰۲۰      | ۲۱       | ۰        | ۲        | ۰        | ۲      | ۰      | –        | –        | ۲۵    | ۰     |
| مجموع ذوب‌آهن   | مجموع ذوب‌آهن   | مجموع ذوب‌آهن   | ۹۳       | ۲        | ۱۴       | ۱        | ۱۶     | ۰      | ۱        | ۲        | ۱۲۴   | ۵     |
| تراکتور        | لیگ برتر       | ۲۰۱۷–۲۰۱۸      | ۱۴       | ۱        | ۱        | ۰        | ۵      | ۰      | –        | –        | ۲۰    | ۱     |
| تراکتور        | لیگ برتر       | ۲۰۱۸–۲۰۱۹      | ۲۹       | ۲        | ۱        | ۰        | –      | –      | –        | –        | ۳۰    | ۲     |
| مجموع تراکتور  | مجموع تراکتور  | مجموع تراکتور  | ۴۳       | ۳        | ۲        | ۰        | ۵      | ۰      | –        | –        | ۵۰    | ۳     |
| استقلال        | لیگ برتر       | ۲۰۲۰–۲۰۲۱      | ۲۳       | ۲        | ۵        | ۰        | ۶      | ۰      | –        | –        | ۳۴    | ۲     |
| استقلال        | لیگ برتر       | ۲۰۲۱–۲۰۲۲      | ۳۰       | ۱        | ۲        | ۰        | –      | –      | –        | –        | ۳۲    | ۱     |
| استقلال        | لیگ برتر       | ۲۰۲۲–۲۰۲۳      | ۱۹       | ۱        | ۳        | ۰        | –      | –      | ۱        | ۰        | ۲۳    | ۱     |
| استقلال        | لیگ برتر       | ۲۰۲۳–۲۰۲۴      | ۲۲       | ۱        | ۱        | ۰        | –      | –      | –        | –        | ۲۳    | ۱     |
| مجموع استقلال  | مجموع استقلال  | مجموع استقلال  | ۹۴       | ۵        | ۱۱       | ۰        | ۶      | ۰      | ۱        | ۰        | ۱۱۲   | ۵     |
| نساجی          | لیگ برتر       | ۲۰۲۴–۲۰۲۵      | ۱۳       | ۰        | ۲        | ۰        | –      | –      | –        | –        | ۱۵    | ۰     |
| مجموع نساجی    | مجموع نساجی    | مجموع نساجی    | ۱۳       | ۰        | ۲        | ۰        | –      | –      | –        | –        | ۱۵    | ۰     |
| مجموع آمار     | مجموع آمار     | مجموع آمار     | ۲۴۹      | ۱۰       | ۳۰       | ۱        | ۲۷     | ۰      | ۲        | ۲        | ۳۰۸   | ۱۳    |

## آمار ملی

### بازی‌های ملی
تا تاریخ ۱۲ ژوئن ۲۰۲۲
| ایران | ایران | ایران |
| سال   | بازی  | گل    |
| ----- | ----- | ----- |
| ۲۰۲۲  | ۳     | ۰     |
| مجموع | ۳     | ۰     |

## افتخارات

### ذوب‌آهن
- قهرمانی جام حذفی فوتبال ایران (۲): ۹۴–۱۳۹۳[۲۲]،  ۹۵–۱۳۹۴[۲۳]
- قهرمانی در سوپرجام فوتبال ایران (۱):۱۳۹۵[۲۴]

### استقلال
- قهرمانی لیگ برتر خلیج فارس (۱): ۱۴۰۱–۱۴۰۰[۲۵]
- نایب قهرمانی لیگ برتر خلیج فارس (۱): ۰۳–۱۴۰۲
- نایب قهرمانی جام حذفی فوتبال ایران (۲): ۱۴۰۰–۱۳۹۹، ۰۲–۱۴۰۱

- قهرمانی در سوپرجام فوتبال ایران (۱): ۱۴۰۱[۲۶]

### فردی
- بهترین هافبک دفاعی سال ۱۴۰۰ با رای کارشناسان و رای مردمی در نوروز فوتبالی
- تیم منتخب کارشناسان و مردمی سال ۱۴۰۰ نوروز فوتبالی